# Kid Lucky
Pour la série télévisée, voir Kid Lucky (série télévisée d'animation).
 (octobre 2017).
Si vous disposez d'ouvrages ou d'articles de référence ou si vous connaissez des sites web de qualité traitant du thème abordé ici, merci de compléter l'article en donnant les références utiles à sa vérifiabilité et en les liant à la section « Notes et références ».
Kid Lucky est une série de bande dessinée dérivée de Lucky Luke mettant en scène une version enfant de Lucky Luke, personnage principal de la série homonyme créée par l'auteur belge Morris.
Kid Lucky est créée en 1995 par les scénaristes Jean Léturgie et Yann le Pennetier avec le dessinateur Didier Conrad, ces deux derniers utilisant le nom de plume commun Pearce, et colorisée par le Studio Leonardo. Cette première série est interrompue dès le second album 1997 à la suite d'un litige entre Pearce et la maison d'édition Lucky Productions. Ces deux albums sont intégrés à la série principale (numéros 34 et 37).
Une nouvelle série dérivée nommée Kid Lucky est créée en 2011, écrite et dessinée par Achdé, successeur de Morris sur la série  principale, avec Mel aux couleurs. Le public visé est cette fois très jeune.

## Historique

### L'aventureKid Lucky(années 1990)
Au début des années 1990, les scénaristes Jean Léturgie et Yann et le dessinateur Didier Conrad désirent « faire une série western qui mettre en scène un jeune garçon façon Tom Sawyers ». Comme Léturgie a scénarisé plusieurs albums de Lucky Luke, Yann suggère à ses deux amis d'imaginer la jeunesse du célèbre cowboy ; ils réalisent un essai de deux pages qui convainc Morris, créateur de la série principale. L'éditeur Lucky Productions tente alors de rajeunir son lectorat en produisant un héros plus proche des plus jeunes, probablement sur le modèle du Petit Spirou qui connaît au début des années 1990 un large succès commercial et critique.
Lucky Productions publie l'album Kid Lucky en 1995, année du cinquantenaire de Lucky Luke, sous le numéro 33 de la série classique. L'album est signé Morris (qui n'y participe pas), Jean Léturgie, présenté comme le seul scénariste, et Pearce, présenté comme un dessinateur inconnu. Yann et Conrad ne désirent en effet pas que cet album destiné aux jeunes enfants soit associée au reste de leur production plus adulte. Afin d'atteindre l'objectif de cibler un public plus jeune, de 6 à 10 ans, qui ne lit pas encore Lucky Luke, une série de produits dérivés est d'ailleurs mise sur le marché : cartables, vêtements d'enfants, etc.
Cependant, l'album ne correspond pas aux attentes de l'éditeur, qui a déjà à son actif une série dérivée populaire autour du personnage de Rantanplan. En effet, l'impertinence de l'écriture, et le ton caricatural plus incisif, parasitent commercialement la stratégie mise en place. En effet, ce n'est pas un Lucky Luke pour jeunes enfants, qui ne comprennent pas forcément le second degré. De leur côté, les adultes risquent d'ignorer l'album, croyant qu'il s'agit d'une série pour enfants. L'accueil critique est cependant positif.[réf. nécessaire]
La mise sur le marché du second album, Oklahoma Jim, prévue pour janvier 1997, est empêchée légalement par Yann et Conrad lorsqu'ils remarquent que sur la page de garde ce sont leurs noms qui figurent et non leur pseudonyme commun Pearce. Lucky Productions décide cependant de distribuer gratuitement les 150 000 albums imprimés après apposition d'un autocollant restaurant la signature « Morris, Pearce et Léturgie » sur la page de garde, sans avoir obtenu l'accord préalable de Yann, Conrad et Léturgie. À la suite de ces déboires, Morris souhaite interrompre l'expérience.
Un temps retirés du marché, les deux albums sont aujourd'hui diffusés par Lucky Comics au sein de la série principale (numéros 34 et 37).

### Le prolongementCotton Kid(années 2000)
Conrad, Yann et Léturgie désirant toujours « montrer l'histoire de l'Ouest vue par un gamin », ils créent la série Cotton Kid, dont les six albums publiés par Vents d'Ouest de 1999 à 2003 sont signés « Pearce et Léturgie ». Celle série met en scène les aventures de deux frères détectives chez Pinkerton. Le titre de Cotton Kid, désignant le plus jeune des deux, et véritable héros, fait aussi référence au fait que les deux garçons sont les fils d'un propriétaire de champs de coton. Le ton est très proche de Kid Lucky, mais s'inscrit encore plus nettement dans l'héritage d'un Tom Sawyer parodique et décalé.
La prépublication du premier volume dans BoDoï en juillet 1999 est accompagnée d'une préface signée Pearce, dans laquelle celui-ci se dit né le 6 mai 1959 (comme Conrad) à Roubaix et ancien assistant de Tibet, créateur de Chick Bill :

« Constatant le succès de séries exploitant bassement la version juvénile de certains héros, je suggérais au maître de réaliser un jeune cow-boy, subtilement baptisé "Kid Bill", avec l'aide d'un des scénaristes tâcherons dont aimait s'entourer Tibet. Débordé de travail et ne croyant guère au succès d'une telle entreprise, le maître me donna carte blanche pour réaliser le projet.
Ce fut comme prévu un immense succès, au point que "Kid Bill" commença à faire de l'ombre à son modèle. Soupe au lait comme tous les grands artistes, le Maître me récompensa en me virant manu militari. »

Une façon pour le tandem Conrad/Yann de donner leur version des faits : Morris leur avait bien laissé carte blanche, à lui et Jean Léturgie, pour ce spin-off, mais face au succès critique d'une œuvre qui lui échappait, Morris a préféré remercier le trio et mettre fin à l'expérience.

### Le retour deKid Luckypour les petits (années 2010)
Le 25 novembre 2011, une nouvelle série est lancée par Lucky Comics/Dargaud, Les Aventures de Kid Lucky d'après Morris. Cette série dérivée est scénarisée et dessinée par Achdé, déjà dessinateur de Les Aventures de Lucky Luke d'après Morris.
Il s'agit d'une version édulcorée du personnage, à destination d'un public très jeune. Il ne s'agit donc pas d'une continuation directe des deux opus réalisés par Fauche / Léturgie / Pearce, l'éditeur faisant d'ailleurs le choix de reprendre la numérotation au début.
Chaque album se compose de gags en une planche, ainsi que d'une histoire courte en plusieurs planches. Le premier tome s'ouvre ainsi sur six planches imaginant la découverte d'un Lucky Luke nourrisson. Dans les cinq dernières pages du deuxième, Lasso Périlleux (sorti en 2013), le Lucky Luke adulte retrouve un ami d'enfance. Le troisième, Statue Squaw (2015), il propose un conte de Noël en guise de conclusion. Enfin, le quatrième, Suivez la flèche (2017), il s'ouvre sur une histoire intitulée Ma Luke.

### Adaptation télévisée (2020)
En 2020, la série Kid Lucky fait l'objet d'une adaptation en série d'animation de 52 épisodes de 12 minutes. Il s'agit d'une coproduction entre Dargaud Média, Belvision et Ellipsanime Productions, en coproduction avec la chaîne de télévision française M6, qui la diffuse à partir de décembre 2020. La série est également diffusée ou annoncée pour une diffusion en Belgique (sur la RTBF), en Suisse (sur la RTS), en Italie (sur la Rai) et en Allemagne (sur Super RTL).

## Liste des albums
- Morris, Pearce et Léturgie, Lucky Luke :

33. Kid Lucky, Lucky Productions, avril 1995 (ISBN 2-940012-60-1).
37. Oklahoma Jim, Lucky Productions, janvier 1997 (ISBN 2-940144-08-7).Sortie prévue en janvier 1997 interrompue à la suite d'un litige entre Pearce et Lucky Productions mais album finalement offert en décembre 1997 pour l'achat d'un autre album de la série. Réintégrée par la suite à la série habituelle.
- Achdé d'après Morris, Les Aventures de Kid Lucky d'après Morris :

1. L'Apprenti cow-boy, Lucky Comics, novembre 2011 (ISBN 9782884713177).
2. Lasso périlleux, Lucky Comics, novembre 2013 (ISBN 9782884713436).
3. Statue squaw, Lucky Comics, novembre 2015 (ISBN 9782884713665).
4. Suivez la flèche, Lucky Comics, novembre 2017 (ISBN 9782884714419).
5. Kid ou double, Lucky Comics, novembre 2019 (ISBN 9782884714549).